# 요아힘 예레미아스
요아힘 예레미아스(Joachim Jeremias, 1900년 9월 20일 ~ 1979년 9월 6일)은 독일의 루터파 신학자이다. 

## 생애
독일의 경건주의의 본거지인 작센 지방 헤르후트로 돌아와서 성경선생으로 일했다. 그후 헤르너 연구소, 베를린, 그라이스발트를 거쳐 1935년 이래 1979년 세상을 떠나기까지 그는 괴팅겐대학교 신학부 신약학 교수로서 강의했으며 수 많은 저서를 집필하였다. 그의 대표적인 저술서로는 [예수의 비유], [예수 시대의 예루살렘], [예수의 성찬어록], [알려지지 않은 예수의 말씀들], [예수의 기도], [신약성서신학 제 1부] 등이 있다.
그는 신약학자로서 역사적 예수의 말을 찾으려 노력하였다.

## 사상
예레미아스도 복음서들이 초대교회의 신앙고백적 문헌임을 인정하나, 그 속에는 지상적 예수 그리스도에게까지 올라가는 오래된 "예수 전승(Jesus-berlieferung)"들이 상당부분 내포되어 있음을 주장한다. 즉 복음서에 기록되어있는 예수의 말씀들이 블트만이 말처럼 초대교회의 필요와 요청으로 교회에 의해 형성된 것이 아니라, 그중 상당부분이 실제로 지상적인 역사적인 에수의 입에서 선포된 것이라고 주장한다. 그는 이런 신학적인 견해아래 복음서 속에 "전승(Tradition)"과 "해석(Interpretation)"의 층이 있음을 중시하고, Perrin등의 학자들이 일부 사용한 방법들을 신중히 적용하여서 초대교회의 신학적인 해석층과 예수의 전승을 구별해낼수가 있다고 강조했다. 즉 예레미아스의 신학적 사상의 가장 큰 특징은 "역사적인 예수"에 관심을 가졌다는 것이다.